# Ciro Michele Esposito
Ciro Michele Esposito (* 1912 in Grottaglie; † 1994 ebenda) war ein italienischer Keramiker, Designer und Professor sowie Gründer der Keramikschule von Santo Stefano di Camastra.

## Leben
Der in Grottaglie geborene Ciro Michele Esposito belegte ein Keramikstudium an der Kunstschule seiner Stadt und perfektionierte seine Ausbildung in Faenza, wo er bei Gaetano Ballardini studierte. Unmittelbar nach seinem Studium begann er in Keramikfabriken in Grottaglie zu arbeiten, experimentierte mit Chemikalien, Oxiden und entwarf und produzierte Kunstobjekte.
Im Jahr 1936 traf er Mór Korach, in Italien bekannt als Maurizio Korach oder Marcello Cora, mit dem ihn eine tiefe Freundschaft verband. Zu den weiteren Künstlern in seinem Umfeld gehörten Domenico Rambelli und Anselmo Bucci. In den frühen vierziger Jahren wurde er zum Direktor der Keramikschule von Santo Stefano di Camastra in der Provinz Messina ernannt, die unter seiner Leitung zusammen mit der Accademia di belle Arti di Palermo in Italien die wichtigste Fachschule für Keramik wurde. Nach seinem Tod wurde die Fachschule für Keramik Liceo Artistico Regionale – Ciro Michele Esposito nach ihm benannt.
Esposito hatte in Bulgarien, Deutschland (Frankfurt am Main, 1952) und USA (New York, 1952) ausgestellt. Weitere Ausstellungsbeteiligungen an nationalen und internationalen Kunsthandwerks- und Keramikerausstellungen waren in Monaco, Toronto und Neapel.
Einige von Ciro Esposito hergestellten Kunstkeramiken, die das Zeichen der Herstellung tragen, sind heute im keramischen Lehrmuseum in Santo Stefano di Camastra untergebracht.